# Mannan
Le mannan est une langue dravidienne, parlée par environ 7 800 Aborigènes des « tribus des collines », dans le Sud de Inde.
Les Mannans (en) résident dans les forêts du district d'Idukki, dans le Kerala.

## Classification interne
Le mannan n'est pas considéré, en Inde, comme une langue mais comme un dialecte. il est classé dans les langues dravidiennes du Sud. Le mannan, à l'origine est une langue proche du tamoul, mais l'influence du malayalam le rapproche de cette langue.
La tradition des Mannans raconte que leurs ancêtres ont quitté Madurai, au Tamil Nadu, après une guerre pour se réfugier dans les forêts du Kerala.

## Phonologie
Les tableaux présentent les phonèmes vocaliques et consonantiques du mannan. 

### Voyelles
|         | Antérieure | Centrale | Postérieure |
| ------- | ---------- | -------- | ----------- |
| Fermée  | i [i]      |          | u [u]       |
| Moyenne | e [e]      |          | o [o]       |
| Ouverte |            | a [a]    |             |

### Consonnes
|              |              | Bilabiales | Dentales | Alvéolaires | Alvéolaires | Alvéolaires | Rétrofl. | Vélaires |
| ------------ | ------------ | ---------- | -------- | ----------- | ----------- | ----------- | -------- | -------- |
| Centrales    | Latérales    | Bilabiales | Dentales | Palatales   |             |             | Rétrofl. | Vélaires |
| Occlusives   | Occlusives   | p [p]      | t [t]    |             |             |             | ṭ [ʈ ]   | k [k]    |
| Affriquées   | Affriquées   |            |          |             |             | c [ t͡ʃ ]    |          |          |
| Fricatives   | Fricatives   | v [v]      |          |             |             | ś [-]       |          |          |
| Nasales      | Nasales      | m [m]      |          | n [n]       |             |             | ṇ [ɳ]    | ṅ [ŋ]    |
| Liquides     | Liquides     |            |          |             | l [l]       |             | ḷ [ɭ ]   |          |
| Roulées      | Roulées      |            | r [r]    | r [r]       |             |             |          |          |
| Semi-voyelle | Semi-voyelle |            |          |             |             | y [ j]      |          |          |

## Sources
- (en) Annie S. Monsy, « The Linguistic Significance of Mannan Dialect », International Journal of Dravidian Linguistics, vol. XXVI, no 1,‎ 1997, p.9-38.
- (en) Annie S. Monsy, « The Linguistic Significance of Mannan Dialect », International Journal of Dravidian Linguistics, vol. XXVI, no 2,‎ 1997, p.105-144.